# Azerbejdżańska Socjalistyczna Republika Radziecka
Azerbejdżańska Socjalistyczna Republika Radziecka, Azerbejdżańska SRR, radziecki Azerbejdżan (ros. Азербайджанская Советская Социалистическая Республика, azer. Azərbaycan Sovet Sosialist Respublikası/Азәрбајҹан Совет Сосиалист Республикасы) – jedna z republik związkowych ZSRR. 

## Powołanie republiki
Republika została ustanowiona w 1920 roku w wyniku najazdu Rosji Radzieckiej na niepodległą Demokratyczną Republikę Azerbejdżanu, powołaną w 1918 roku po rozpadzie Imperium Rosyjskiego.

## Przynależność państwowa
W marcu 1922 Azerbejdżańska SRR weszła w skład Federacyjnego Związku Socjalistycznych Republik Radzieckich Zakaukazia jako jedna z czterech republik (łącznie z Abchaską SRR, Gruzińską SRR i Armeńską SRR). W grudniu 1922 Związek ten został przekształcony w Zakaukaską Federacyjną Socjalistyczną Republikę Radziecką (Zakaukaską FSRR), która z dniem 30 grudnia 1922 weszła jako współzałożyciel w skład nowo utworzonego ZSRR.
Po rozwiązaniu Zakaukaskiej FSRR w roku 1936 Azerbejdżańska SRR stała się republiką związkową bezpośrednio wchodzącą w skład ZSRR.
5 lutego 1991 Rada Najwyższa Azerbejdżańskiej SRR postanowiła o zmianie nazwy kraju na Republikę Azerbejdżanu, a 30 sierpnia 1991 o niepodległości republiki.

## Terytorium i granice
W początkach władzy radzieckiej (1922) terytorium Azerbejdżańskiej SRR zostało powiększone kosztem Gruzińskiej SRR o rejon Zakatały (wraz z Biełokanem i Qax). Zmiany granicy z Gruzją okazały się trwałe.
W latach 1922–1924 ustalano też przebieg granic między Armeńską SRR a Azerbejdżańską SRR.
Ostatecznie w skład Azerbejdżańskiej SRR weszły dwie autonomiczne jednostki: od 1923 roku Nagorno-Karabachski Obwód Autonomiczny oraz (od 1924 roku) Nachiczewańska Autonomiczna Socjalistyczna Republika Radziecka.
W latach 1923–1930 istniały również przejściowo jednostki administracyjne, w których początkowo planowano autonomię dla zamieszkujących je Kurdów; tzw. Czerwony Kurdystan istniał najpierw jako ujezd (1923–1929), a następnie efemeryczny okręg kurdyjski (1930). Ośrodkiem administracyjnym terenów kurdyjskich był Laçın.
Zmiany granicy armeńsko-azerskiej następowały także w latach 1925–1936 (na rzecz Armenii przekazano rejon jeziora Arpi, jednak głównie były to zmiany powiększające tereny pod władztwem Azerbejdżańskiej SRR kosztem Armenii).
W 1946 roku władze Azerbejdżańskiej SRR zaangażowały się w tworzenie separatystycznej republiki na terenie sąsiadującego Iranu.

## Od 1988 do ogłoszenia niepodległości w 1991
W 1988 roku rozpoczęły się zamieszki na tle etnicznym (m.in. Masakra w Sumgaicie), a następnie otwarty konflikt między Armeńską SRR a Azerbejdżańską SRR.
W 1988 powstał Ludowy Front Azerbejdżanu, będący początkowo organizacją akceptowaną przez władze komunistyczne na fali pieriestrojki i głasnosti, następnie mającą charakter masowego ruchu opozycyjnego wobec władzy radzieckiej. W styczniu 1990 w czasie manifestacji Frontu głoszone były coraz bardziej radykalne hasła antyrządowe, w tym wezwania do siłowego obalenia rządu Komunistycznej Partii Azerbejdżanu. 13 stycznia 1990 wiec Frontu w Baku zmienił się w antyormiański pogrom. W pogromie Ormian zginęło od 66 do 86 osób, zaś 200-300 zostało rannych.
W kolejnych dniach co bardziej radykalni działacze Frontu otwarcie wzywali do wysiedlenia Ormian z Azerbejdżańskiej SRR, a kierownictwo organizacji nie potrafiło panować nad tymi wystąpieniami. W celu stłumienia ruchu kierowanego przez Front w dniach 19–20 stycznia 1990 wojska radzieckie przeprowadziły pacyfikację Baku, w której zginęły 132 przypadkowe osoby cywilne, zaś ponad 600 zostało rannych.
Na fali wydarzeń ze stycznia 1990 roku nowym I sekretarzem partii komunistycznej został Ayaz Mütəllibov, który we wrześniu 1990 zapewnił zwycięstwo partii komunistycznej wygraną w wyborach, a w marcu 1991 zorganizował referendum, w którym ludność republiki wypowiedziała się w sprawie pozostawania państwa w ZSRR. Głosowanie, przy wysokiej frekwencji (74,9%), zakończyło się oficjalnie wynikiem 93,3% za status quo.
Od lutego 1991 kraj funkcjonuje jako Republika Azerbejdżanu. Niepodległość została ogłoszona po klęsce w sierpniu 1991 puczu moskiewskiego; we wrześniu rozpisano wybory, w których wybrano pierwszego prezydenta republiki. Rozwiązanie ZSRR 8 grudnia 1991 na mocy układu białowieskiego nie miało dla nowego państwa praktycznego znaczenia (choć nie dopełniono procedur wystąpienia z ZSRR), jednak 21 grudnia Azerbejdżan przystąpił do Wspólnoty Niepodległych Państw.

## Komunistyczna Partia Azerbejdżanu
11 lutego 1920 w Baku odbył się półlegalny zjazd, na którym utworzono Komunistyczną Partię Azerbejdżanu, która stała się partią rządzącą przez cały okres istnienia republiki. Na kongresie dominowali liczebnie działacze lewicowej partii Hümmət i to oni objęli w nowej partii zdecydowaną większość stanowisk kierowniczych. Byli działacze tej organizacji odgrywali w Komunistycznej Partii Azerbejdżanu znaczącą rolę do czasów objęcia stanowiska I sekretarza partii przez Mir Cəfər Bağırova i wielkiej czystki, gdy zostali poddani zmasowanym represjom i w zdecydowanej większości skazani na śmierć po sfingowanych procesach.
Komunistyczna Partia Azerbejdżanu ogłosiła samorozwiązanie w 1991 roku, a jej ostatni pierwszy sekretarz Ayaz Mütəllibov w październiku 1991 został prezydentem państwa.
Jeden z wcześniejszych pierwszych sekretarzy partii, Heydər Əliyev (pełniący tę funkcję w latach 1969–1982), został jednym z pierwszych prezydentów Azerbejdżanu po odzyskaniu niepodległości (dwie kadencje w latach 1993–2003; po zakończeniu kadencji funkcję prezydenta objął jego syn İlham Əliyev).

### Pierwsi sekretarze Komitetu Centralnego Komunistycznej Partii Azerbejdżanu
- Mirzə Davud Hüseynov: kwiecień–lipiec 1920
- Wiktor Nanejszwili: czerwiec–wrzesień 1920
- Jelena Stasowa: wrzesień 1920
- Władimir Dumbadze: wrzesień–październik 1920
- Grigorij Kaminski: 1920–1921
- Siergiej Kirow: 1921–1925
- Ruhulla Axundov: 1925–1926
- Lewon Mirzojan: 1926–1929
- Nikołaj Gikało: 1929–1930
- Władimir Połonski: 1930–1933
- Ruben Rubenow: 1933
- Mir Cəfər Bağırov: 1933–1953
- Mir Teymur Yaqubov: 1953–1954
- İmam Mustafayev: 1954–1959
- Vəli Axundov: 1959–1969
- Heydər Əliyev: 1969–1982
- Kamran Bağırov: 1982–1988
- Əbdürrəhman Vəzirov: 1988–1990
- Ayaz Mütəllibov: 1990–1991